# Марк Гілтон (тенісист)
Марк Гілтон (англ. Mark Hilton; нар. 20 квітня 1981) — колишній британський тенісист.
Найвищу одиночну позицію світового рейтингу — 202 місце досяг 20 червня 2005, парну — 160 місце — 8 серпня 2005 року.
Найвищим досягненням на турнірах Великого шолома було 2 коло в одиночному та парному розрядах.

## Титули на челленджерах

### Парний розряд: (3)
| Ранг | Рік  | Турнір                     | Покриття | Партнер         | Суперники у фіналі             | Рахунок у фіналі |
| ---- | ---- | -------------------------- | -------- | --------------- | ------------------------------ | ---------------- |
| 1.   | 2005 | Рексем, Велика Британія    | Тверде   | Джонатан Маррей | Туомас Кетола Фредерік Нільсен | 6–3, 6–2         |
| 2.   | 2005 | Ноттінгем, Велика Британія | Тверде   | Джонатан Маррей | Мустафа Гусе Харш Манкад       | 6–4, 3–6, 6–3    |
| 3.   | 2005 | Манчестер, Велика Британія | Трава    | Джонатан Маррей | Джеймс Окленд Ден Кірнан       | 6–3, 6–2         |